# NBA Rising Stars Challenge
Il Rising Stars Challenge (denominato Rookie Challenge fino al 2012) è una competizione che si svolge all'interno dell'All-Star Weekend della NBA. È il primo evento del fine settimana dell'All Star Game, ed è una partita tra i migliori giocatori ai primi due anni di carriera, scelti in una sorta di draft dai general manager delle due squadre. Attualmente è sponsorizzato dalla BBVA.
Dal 1994 al 1998 era strutturata come una sfida tra i migliori rookies (giocatori al primo anno in NBA) della Eastern Conference e i migliori rookies della Western Conference.
Successivamente, dal 2000 al 2011, è diventata la partita tra i migliori giocatori al primo anno di carriera NBA (Rookies) contro i migliori al secondo anno di carriera NBA (Sophomores).
Dal 2012 al 2014 la competizione ha cambiato di nuovo formato: le squadre (sempre formate da rookies e sophomores) erano selezionate da due ex-giocatori NBA, che erano chiamati anche ad essere gli allenatori dei propri team (nel 2012 e 2013 furono Shaquille O'Neal e Charles Barkley, nel 2014 Grant Hill e Chris Webber).
Nell'edizione 2015 venne modificato nuovamente il criterio di composizione delle squadre, che sono formate sempre da rookies e sophomores, ma divisi fra gli atleti di nazionalità statunitense (Team USA) e quelli provenienti dal resto del mondo (World Team).

## Risultati del Rising Stars Challenge
OT = Over-Time (Tempi supplementari)
| Anno | Risultato                           | MVP                                      |
| 1994 | Phenoms 74, Sensation 68            | Anfernee "Penny" Hardaway, Orlando Magic |
| 1995 | White 83, Green 79                  | Eddie Jones, L.A. Lakers                 |
| 1996 | East 94, West 92                    | Damon Stoudamire, Toronto Raptors        |
| 1997 | East 96, West 91                    | Allen Iverson, Philadelphia 76ers        |
| 1998 | East 85, West 80                    | Žydrūnas Ilgauskas, Cleveland Cavaliers  |
| 1999 | Non disputato a causa del "Lockout" | Non disputato a causa del "Lockout"      |
| 2000 | Sophomores 83, Rookies 92 (OT)      | Elton Brand, Chicago Bulls               |
| 2001 | Sophomores 121, Rookies 113         | Wally Szczerbiak, Minnesota T'wolves     |
| 2002 | Sophomores 97, Rookies 103          | Jason Richardson, G.S. Warriors          |
| 2003 | Sophomores 132, Rookies 112         | Gilbert Arenas, G.S. Warriors            |
| 2004 | Sophomores 142, Rookies 118         | Amar'e Stoudemire, Phoenix Suns          |
| 2005 | Sophomores 133, Rookies 106         | Carmelo Anthony, Denver Nuggets          |
| 2006 | Sophomores 106, Rookies 96          | Andre Iguodala, Philadelphia 76ers       |
| 2007 | Sophomores 155, Rookies 114         | David Lee, N.Y. Knicks                   |
| 2008 | Sophomores 136, Rookies 109         | Daniel Gibson, Cleveland Cavaliers       |
| 2009 | Sophomores 122, Rookies 116         | Kevin Durant, Oklahoma Thunder           |
| 2010 | Sophomores 128, Rookies 140         | Tyreke Evans, Sacramento Kings           |
| 2011 | Sophomores 140, Rookies 148         | John Wall, Wash. Wizards                 |
| 2012 | Team Shaq 133, Team Chuck 145       | Kyrie Irving, Cleveland Cavaliers        |
| 2013 | Team Shaq 135, Team Chuck 163       | Kenneth Faried, Denver Nuggets           |
| 2014 | Team Hill 142, Team Webber 136      | Andre Drummond, Detroit Pistons          |
| 2015 | Team World 121, Team USA 112        | Andrew Wiggins, Minnesota T'wolves       |
| 2016 | Team World 154, Team USA 157        | Zach LaVine, Minnesota T'wolves          |
| 2017 | Team World 150, Team USA 141        | Jamal Murray, Denver Nuggets             |
| 2018 | Team World 155, Team USA 124        | Bogdan Bogdanović, Sacramento Kings      |
| 2019 | Team World 144, Team USA 161        | Kyle Kuzma, L.A. Lakers                  |
| 2020 | Team World 131, Team USA 151        | Miles Bridges, Charlotte Hornets         |